# Abram (Tychów)
Abram – miejscowość w Polsce położona w województwie łódzkim, w powiecie piotrkowskim, w gminie Czarnocin, część wsi Tychów.
W latach 1975–1998 miejscowość administracyjnie należała do województwa piotrkowskiego.